# Пясковский, Михаил Григорьевич
Михаи́л Григо́рьевич Пясковский (24 июля 1925, Пятихатки, Екатеринославская губерния, Украинская ССР, СССР — 16 марта 2012 года, Калининград, Россия) — советский и российский художник, народный художник Российской Федерации (2007).

## Биография
Родился 24 июля 1925 года в городе Пятихатки Екатеринославской губернии Украинской ССР.
С 1943 по 1945 годы — участник Великой Отечественной войны.
В 1953 году окончил художественный факультет Всесоюзного Государственного института кинематографии.
С 1953 года жил и работал в Калининграде.
В 1958 году принят в члены Союза художников СССР, с 1992 года — член Союза художников России.
С 1954 по 1967 годы — член правления Калининградской организации Союза художников РСФСР.
С 1967 по 1981 и с 1998 по 2004 годы — председатель правления Калининградской организации Союза художников РСФСР и России.
В 1963 году был направлен в творческую командировку в Атлантику, в 1976, 1992, 1993 годах — творческие командировки в Финляндию, Германию, Польшу, Швецию, Данию.
С 1960 года принимал активное участие в различных выставках.
Михаил Григорьевич Пясковский умер 16 марта 2012 года.
Именем художника в 2020 году названа одна из улиц Калининграда.

## Награды
- Орден Трудового Красного Знамени (1971)
- Народный художник Российской Федерации (2007)